# Amoksicilin
Amoksicilin je širokospektralni polsintetični penicilin iz skupine aminopenicilinov. Ker je občutljiv za penicilinazo, se navadno daje v kombinaciji s klavulansko kislino. Uporablja se v zdravljenju številnih bakterijskih okužb. Je zdravilo izbora pri zdravljenju akutnega vnetja srednjega ušesa, med drugim pa se uporablja tudi pri streptokokni okužbi žrela, pljučnici, okužbah kože (celulitis) ter okužbah sečil. Uporablja se z zaužitjem (peroralno), v redkejših primerih pa z injiciranjem.
Med pogoste neželene učinke spadata slabost in izpuščaj. Ob uporabi amoksicilina se lahko poveča tveganje za glivno okužbo, v kombinaciji s klavulansko kislino pa tudi za pojav driske. Ne sme se uporabljati pri bolnikih z znano preobčutljivostjo za penicilinske antibiotike. Pri bolnikih z ledvično okvaro je lahko potrebno zmanjšanje odmerka. Podatki kažejo, da uporaba med nosečnostjo in dojenjem ni nevarna.
Amoksicilin so odkrili leta 1958, v klinično uporabo pa je prišel leta 1972. Uvrščen je na seznam osnovnih zdravil Svetovne zdravstvene organizacije, ki zajema najpomembnejša zdravila, potrebna za zagotavljanje osnovne zdravstvene oskrbe. Spada med najpogosteje predpisovane antibiotike pri otrocih.
Na tržišču je prisoten v obliki generičnih zdravil, v Sloveniji pod zaščitenimi imeni Hiconcil, Ospamox in Amoksiklav.

## Klinična uporaba
Amoksicilin se uporablja za zdravljenje številnih bakterijskih okužb, kot so akutni bakterijski sinuzitis, akutno streptokokno vnetje žrela in angina, akutno poslabšanje kroničnega bronhitisa, doma pridobljena pljučnica, bakterijske okužbe sečil (akutno vnetje sečnega mehurja (cistitis), asimptomatska bakteriurija v nosečnosti, akutni pielonefritis), tifus in paratifus, zobni absces s celulitisom, ki se širi, okužbe umetnih sklepov eradikacija bakterije Helicobacter pylori in lymska borelioza. Uporablja se tudi pri preprečevanju endokarditisa zaradi zobozdravstvenih posegov.

### Okužbe dihal
Klinične smernice navajajo amoksicilin in amoksicilin/klavulansko kislino kot zdravili izbora za zdravljenje bakterijskega sinuzitisa, vendar pa večino primerov vnetij obnosnih votlin povzročijo virusi, proti katerim amoksicilin (sam ali v kombinaciji s klavulansko kislino) ni učinkovit in zato lahko neželeni učinki pretehtajo koristi pri uporabi amoksicilina pri zdravljenju sinuzitisa brez dokaza o bakterijskem povzročitelju.
Nadalje je amoksicilin priporočen kot zdravilo izbora pri zdravljenju doma pridobljene pljučnice pri odraslih. Po britanskih kliničnih smernicah NICE se pri blagi do zmerno hudi obliki pljučnice priporoča uporaba samega amoksicilina, pri hudi obliki pa kombinacija z makrolidnim antibiotikom. Svetovna zdravstvena organizacija priporoča amoksicilin kot zdravilo izbora pri pljučnici, ki ne poteka v hudi obliki.

### Okužbe kože
Amoksicilin se v nekaterih primerih uporablja tudi pri zdravljenju okužb kože, kot so navadne akne. Pogosto je učinkovit pri zdravljenju tudi tistih oblik navadnih aken, ki se slabo odzivajo na zdravljenje z drugimi antibiotiki, kot sta doksiciklin in minociklin.

### Preprečevanje bakterijskega endokarditisa
Amoksicilin se uporablja tudi za preprečevanje bakterijskega endokarditisa zaradi zobozdravstvenih posegov pri bolnikih z visokim tveganjem, kot so bolniki z umetnimi srčnimi zaklopkami, biološkimi protezami in homografti, revmatičnimi in degenerativnimi okvarami srčnih zaklopk, s prirojenimi srčnimi napakami, s prolapsom mitralne zaklopke in sočasno mitralno insuficienco ter tisti, ki so imeli pred manj kot 6 meseci pred posegom vstavljeno zapiralo v odprto ovalno okno.

### Kombinirano zdravljenje
Amoksicilin je občutljiv za bakterije, ki proizvajajo betalaktamaze, torej encime, ki inaktivirajo betalaktamske antibiotike. Zato se pogosto kombinira s klavulansko kislino, ki deluje kot zaviralec betalaktamaze. Kombinacijo amoksicilin/klavulanska kislina imenujemo tudi ko-amoksiklav.